# RanestRane
RanestRane (von italienisch „seltsame Frösche“) ist eine italienische Neo-Prog-Band aus Rom, die melodischen, teilweise instrumentalen Symphonic-Prog mit feinen Melodielinien als Rockoper inszeniert.

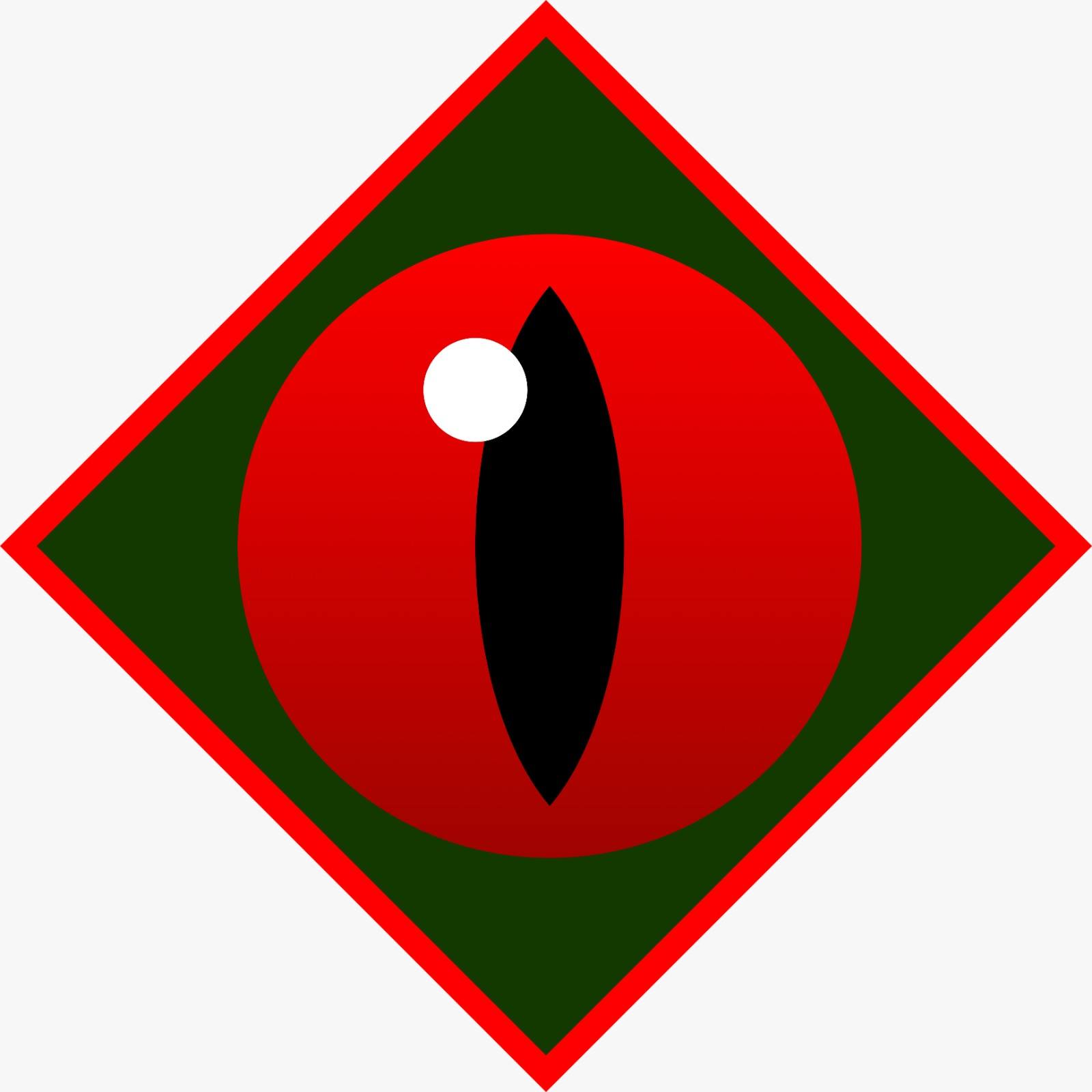
RanestRane Logo

## Bandgeschichte

### Gründung im Jahr 1998 und konzeptionelle Idee
Die Band wurde im Jahr 1998 in Rom von den aktuellen Mitgliedern gegründet und machte sich zunächst in der italienischen Prog-Rock-Szene einen Namen durch Live-Auftritte.
In der Folgezeit entwickelte und verfeinerte sie ihre konzeptionelle Idee Rockopern in der klassischen italienischen Tradition des Progressive Rock zu konzipieren. Hierbei verbindet die Band ihre eigenkomponierte Musik mit kurzen Ausschnitten aus einem Film, der im Hintergrund projiziert wird.
Unter den musikalischen Einflüssen finden sich Bands wie Goblin, Genesis und Marillion.

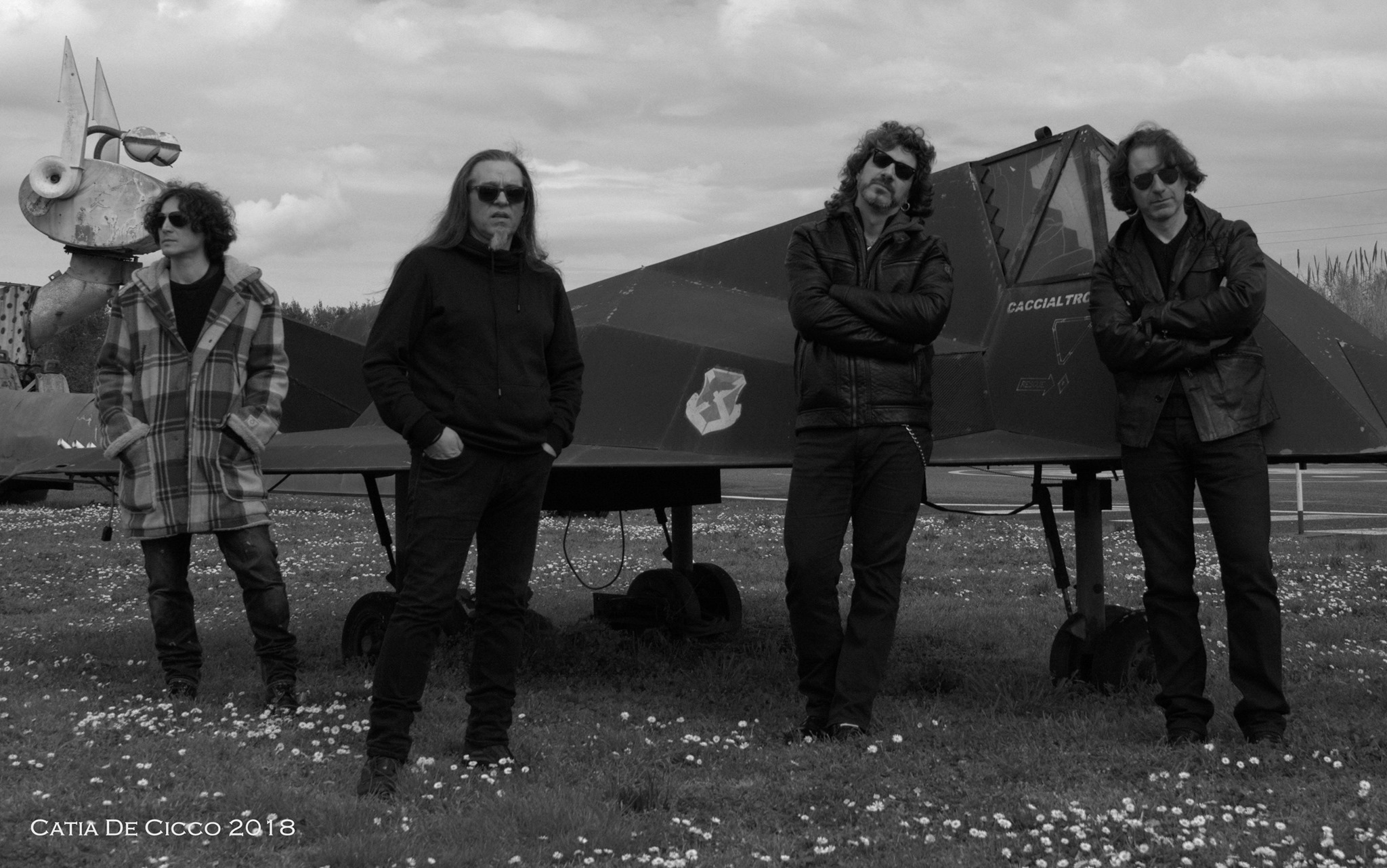
RanestRane

Das erste vollständige Projekt veröffentlichte die Band im Jahr 2002. Hierbei begleiteten die vier Italiener in Konzerten Werner Herzogs Film „Nosferatu“ und versahen ihn mit neuen Klängen. Dieses Vorgehen, von der Band als „Cineconcerto“ bezeichnet, erinnert an die Filmadaptationen von Art Zoyd, die sich u. a. auch „Nosferatu“ als Objekt für ihre Bearbeitung ausgesucht hatten. Im Gegensatz zu den Franzosen wählten RanestRane allerdings nicht das Original von Friedrich Wilhelm Murnau als Vorlage, sondern die Neuverfilmung von Werner Herzog.

### Erstes Studioalbum
Das hieraus resultierende Album Nosferatu Il Vampiro (2007) bietet einen neuen Soundtrack zu Werner Herzogs Film, und zwar in der Form einer Art von Rockoper, mit Daniele Pomo als einzigem Sänger. Ausschnitte aus dem Film, also Originalfragmente der italienischen Tonspur, kurze Dialoge und Monologe, dienen als Aufhänger der einzelnen Nummern, die dann von den vier Protagonisten an diversen Tasteninstrumenten, Gitarre, Bass und Schlagzeug dargeboten werden, mitunter wieder unterbrochen von Einblendungen mit Filmdialogen. Musikalisch bewegt man sich ganz in der Tradition des klassischen, eher songorientierten Italo-Progs der 70er Jahre. Es bestehen Bindungen zum Neo- bzw. Retro-Prog und zum italienischen Bellcanto-Rock.
Im Jahr 2011 veröffentlichte die Band mit Shining ihr zweites Album, eine Adaption von Stanley Kubricks „Shining“ mit psychedelischen Atmosphären und wechselnden Vokal- und Instrumentalparts, wie es typisch für Ranestanes Werk ist.

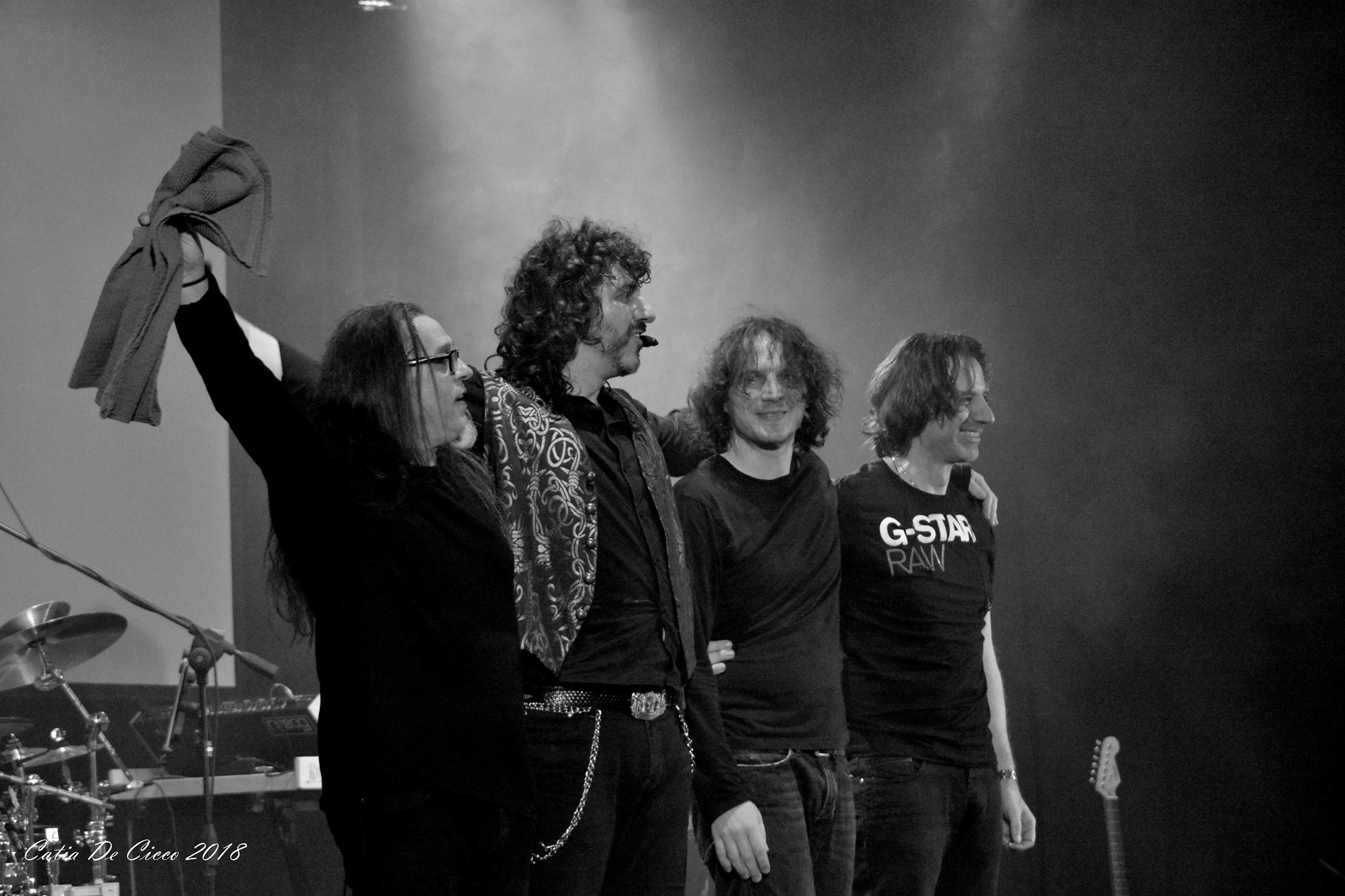
RanestRane

### Die Space-Odyssey-Trilogie
Im November 2013 wurde mit A Space Odyssey – Part 1 – Monolith der erste Teil einer Trilogie, inspiriert von Stanley Kubricks Meisterwerk 2001: A Space Odyssey veröffentlicht. Das Album enthält Gastauftritte von Steve Rothery und Steve Hogarth, Gitarrist bzw. Sänger von Marillion. Die Gelegenheit zur Zusammenarbeit ergab sich 2012 während der jährlichen Web Italy Convention (dem Treffen der italienischen Marillion-Fans), als RanestRane eine Vorschau des Albums aufführte und zusammen mit Steve Rothery einige Lieder aus dem Marillion-Repertoire spielte. Im selben Jahr spielte RanestRane beim italienischen Prog Rock Festival in Japan zusammen mit dem Gitarristen Enzo Vita, begleitet von einem Symphonieorchester. Es war die erste Live-Aufführung des wegweisenden symphonischen Rock-Albums Contaminazione (ursprünglich 1973 von „Il Rovescio della Medaglia“ – RDM veröffentlicht) in seiner Gesamtheit. Die Aufnahme des Konzerts wurde 2014 als Live in Tokyo veröffentlicht.
Im Jahr 2014 spielte RanestRane als Vorband der Steve Rothery Band auf deren European Tour. Am 5. Februar 2015 wurde Monolith in Rom – A Space Odyssey Live als Album auf DVD und CD veröffentlicht. Diese Live-Aufnahme wurde im Crossroads Live Club in Rom mit Steve Rothery gefilmt und aufgenommen. Im März 2015 trat RanestRane auf der prestigeträchtigen Bühne des Marillion-Weekend in Port Zelande, Ouddorp (Niederlande) vor 3.000 Zuschauern auf. Im September 2015 spielte die Band mit Steve Hogarth in Rom akustische Arrangements von Marillions Klassikern sowie aus Hogarths Liederrepertoire. Die Veranstaltung war Teil der H natural 2015 Christmas-Tour von Steve Hogarth. Am 12. Dezember 2016 wurde der Livemitschnitt des Konzerts als Friends, Romans: H Natural mit RanestRane auf DVD veröffentlicht. Im Februar 2017 wurde hierzu auch eine Live-CD veröffentlicht.
Knapp zwei Jahre nach dem ersten Teil veröffentlichte die Band mit dem Album A Space Odyssey – Part 2 – H.A.L. am 16. November 2015 den zweiten Teil ihrer Interpretation der Musik zu Stanley Kubricks Klassiker „2001: Odyssee im Weltraum“. RanestRane tourte ab dem 27. November 2015 zur Unterstützung des Albums mit ihrer H.A.L. EUROPA TOUR 2015/2016 durch Europa und spielte in Italien, den Niederlanden, in Deutschland, Dänemark, Schweden und England.
Im Frühjahr 2017 tourte die Band unter dem Motto „The Cinematic Show“ durch Deutschland, Schweden, die Niederlande, Belgien, Deutschland, Dänemark und Italien. Während dieser Tour spielte RanestRane ein „Best of“ ihrer bisherigen Alben sowie eine Vorschau auf das neue, dritte Album der Odyssee-Trilogie A Space Odyssey – Trilogie. Im Oktober 2017 spielte RanestRane als Vorgruppe während der Japanese Tour von Marillion.

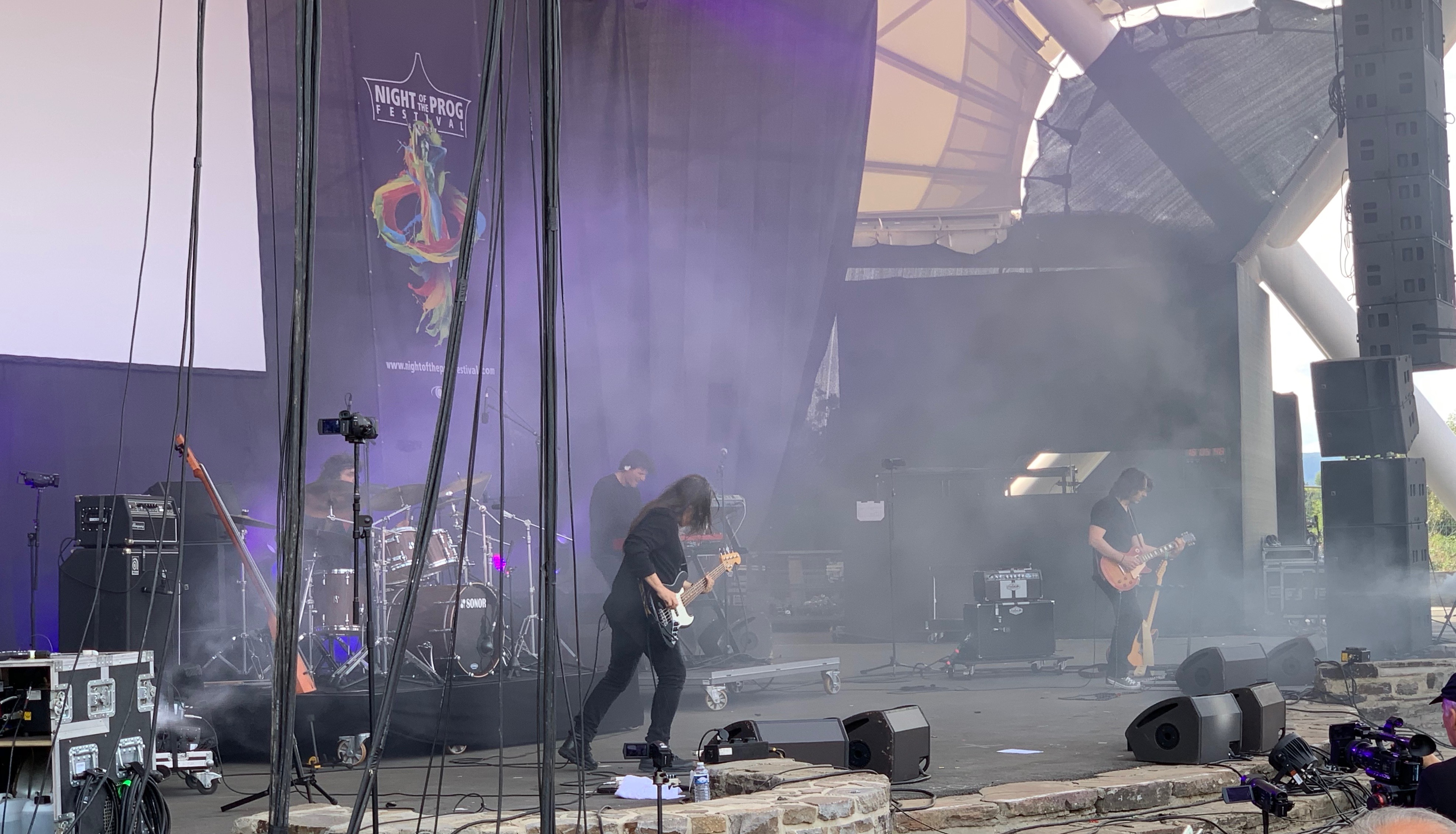
RanestRane beim Night of the Prog - Festival am 21. Juni 2019 auf der Freilichtbühne Loreley

Mit der Veröffentlichung des dritten Teils, A Space Odyssey – Final Part – Starchild, im Jahr 2018 beendete die Band dieses aufwändige Projekt. Auch dieses Album enthält Gastauftritte von Steve Rothery und Steve Hogarth von Marillion. Es folgten ein Fan-Wochenende sowie Konzerte in Italien, den Niederlanden, in Deutschland, England, Dänemark und Schweden auf ihrer Starchild Tour (The 20th Anniversary Across Europe).
Im September 2018 trat RanestRane beim Veruno Two Days + 1 Prog Festival auf, dem wichtigsten italienischen Prog-Festival. Der gefilmte Auftritt wurde 2020 unter dem Titel Live: Greetings from Veruno auf DVD veröffentlicht. Am 21. Juli 2019 spielte die Band beim größten Prog-Rock-Festival Europas, der Night of the Prog auf der Loreley-Freilichtbühne in Deutschland.

### The Wall
Das RanestRane-Projekt The Wall il cineconcerto wurde im November 2019 in Rom zum ersten Mal live aufgeführt. Es folgten zwei weitere Konzerte in Mailand und Ferrara. Die Veröffentlichung des dazugehörigem Albums dauerte bis zum Juni 2020. Das Album interpretiert den Film Pink Floyd – The Wall von Alan Parker, der vom Regisseur und von Roger Waters zur Musik von Pink Floyd gedreht wurde. Gleichzeitig feierte das Pink-Floyd-Album 2019 sein vierzigjähriges Bestehen.
Aufgrund der Corona-Pandemie musste eine geplante Nordeuropa-Tournee immer wieder neu verlegt werden. Es gelang der Band trotz Corona-Einschränkungen jedoch im August 2020, im historischen Amphitheater Romano in Alba Fucens, circa 100 km östlich von Rom, ein Konzert zu geben.

### Apocalypse Now
Die Italiener nutzen die coronabedingten Konzertausfälle und die Absage der 2022er Europatournee um ihr neues Werk Apocalypse Now zu fertigzustellen. Das Album liefert einen neuen Soundtrack zu dem unter der Regie von Francis Ford Coppola im Jahre 1979 entstandenen Kriegsfilm, welcher wiederum lose von Joseph Conrads Roman Heart of Darkness inspiriert ist. In italienischer Sprache, wieder wie beim Vorgänger „The Wall“ zweistimmig von Daniele Pomo und Riccardo Romano gesungen stellt es mit der neu komponierten Filmmusik den Versuch dar, Erzählung und düstere Atmosphäre des Films in Musik nachzubilden.

## Diskografie
Studioalben
- 2007: Nosferatu Il Vampiro (2013 remastered)
- 2011: Shining
- 2013: Monolith - A Space Odyssey Part One
- 2015: H.A.L. - A Space Odyssey Part Two
- 2018: Starchild - A Space Odyssey Final Part
- 2020: The Wall
- 2022: Apocalypse Now

Konzertalben
- 2014: Live in Tokyo (aufgenommen beim Italian Prog Rock Festival in Japan mit Enzo Vita)
- 2014: Monolith in Rome (aufgenommen im Crossroads Live Club in Rom mit Steve Rothery, Audio-CD und DVD)
- 2016: Friends, Romans: H Natural with RanestRane (aufgenommen in Rom im September 2015 mit Steve Hogarth, Audio-CD)

Videos
- 2016: Friends, Romans: H Natural with RanestRane (aufgenommen in Rom im September 2015 mit Steve Hogarth, DVD)
- 2020: Live: Greetings from Veruno (aufgenommen in Veruno während des Festivals Veruno 2 Days +1 im September 2018, DVD)

Kompilationen
- A Space Odyssey - Deluxe Edition (Vinyl-Box-Set)[7]